# Dean Fleischer Camp
Dean Fleischer Camp ist ein US-amerikanischer Filmschaffender.

## Leben
Er besuchte die Douglas S. Freeman High School im Henrico County in Virginia.
Fleischer Camp studierte später erfolgreich an der Filmfakultät der New York University und schloss an der Tisch School of the Arts 2007 ab.
Hiernach befasste er sich mit der Regie und dem Schnitt von Kurzfilmen, die örtlich in Brooklyn gezeigt wurden. 2010 schuf er gemeinsam mit Jenny Slate in der gemeinsamen Wohnung in Brooklyn den Stop-Motion-Kurzfilm Marcel the Shell with Shoes On als privates Projekt. Dieses Video wurde auf Youtube ein Überraschungserfolg. Es folgten zwei weitere derartige Kurzfilme um Marcel.
2012 heirateten Dean Fleischer Camp und Jenny Slate. Das Paar gab 2014 bekannt, dass sie den Film Marcel the Shell with Shoes On machen würden. Auch nach dem Ende der Ehe 2016 verfolgten sie dieses Projekt weiter und 2021 erschien dieses Spielfilmdebüt von Dean Fleischer Camp. Der Film wurde für 68 Filmpreise nominiert und erhielt 39 Auszeichnungen. Marcel the Shell with Shoes On wurde bei den Golden Globe Awards, den BAFTA Awards und den Oscars als bester Animationsfilm nominiert.
Während der Arbeiten an Marcel erschien 2016 Fleischer Camps Film Fraud, bei dem er private auf Youtube veröffentlichte Videoaufnahmen einer amerikanischen Familie zu einem neuen Narrativ über Konsumverhalten zusammenschnitt und dabei die Grenzen des Dokumentarfilms austestete. 2022 gab Disney Studios bekannt, dass Dean Fleischer Camp Regie für das Realfilm-Remake von Lilo & Stitch führen sollte. Der Film wurde 2025 veröffentlicht.